# 白石街道 (乐清市)
白石街道是中华人民共和国浙江省温州市乐清市下辖的一个街道办事处。

## 行政区划
白石街道下辖以下村级行政区划单位：
仙源社区、新村、北新村、甩稻岩村、密川村、东浃村、岐元村、大岙村、上陈村、街口村、下阮村、新河浃村、合湖村、下印村、凤凰村、坭岙村、上升村、岙上村、赤水垟村、上坭村、中石门村、下马岭村、钟前村、下坭村、中湖村和中雁村。